# Prohibicija
Prohibicija (lat. prohibere – spriječiti) označava zabranu ili sprječavanje konzumiranja određenih opojnih sredstava ili droga. 
U mnogim zemljama s uglavnom islamskim stanovništvom trgovina ili konzumiranje alkohola je zabranjeno. Razdoblje tijekom kojega je bio zabranjena trgovina alkoholom u Finskoj i SAD-u (1919. – 1932.) također je poznato pod imenom prohibicija. Posebno je poznata prohibicija u SAD-u koja je ukazala na nesavršenost američke demokracije. Unatoč zakonu o prohibiciji, i dalje je potrošnja za alkoholom bila velika. To su iskoristili mnogi gangsteri koji su se krijumčarenjem i prodajom alkohola obogatili. Kad bi kakvo sredstvo s alkoholom bilo potrebno za medicinske svrhe, potpisivao se dokument – medicinski obrazac koji je posjedovala američka vlada. 
Prohibicija u Ruskom Carstvu i SSSR-u označavala je zabranu ili sprječavanje konzumiranja alkohola od 1914. do 1925. godine. Ruski pojam je "сухой закон" (hrv. "suhi zakon").
Konvencijom o opojnim drogama Ujedinjenih naroda iz 1961. gotovo globalno zabranjene su brojne droge osim primjerice alkoholna pića, duhanski proizvodi i kave koji se smatraju dozvoljenim drogama.

## Vanjske poveznice

### Sestrinski projekti
|  | Zajednički poslužitelj ima još gradiva o temi prohibicija |

### Mrežna mjesta
- LZMK / Hrvatska enciklopedija: prohibicija
- LZMK / Proleksis enciklopedija: prohibicija